# چشم‌سفید هلیای سررگه‌ای
چشم‌سفید هلیای سررگه‌ای یا چشم‌سفید سرنواری (نام علمی: Lophozosterops squamiceps) نام یک گونه از تیره چشم‌سفید است.